# Giovanni Battista Aostalli de Sala

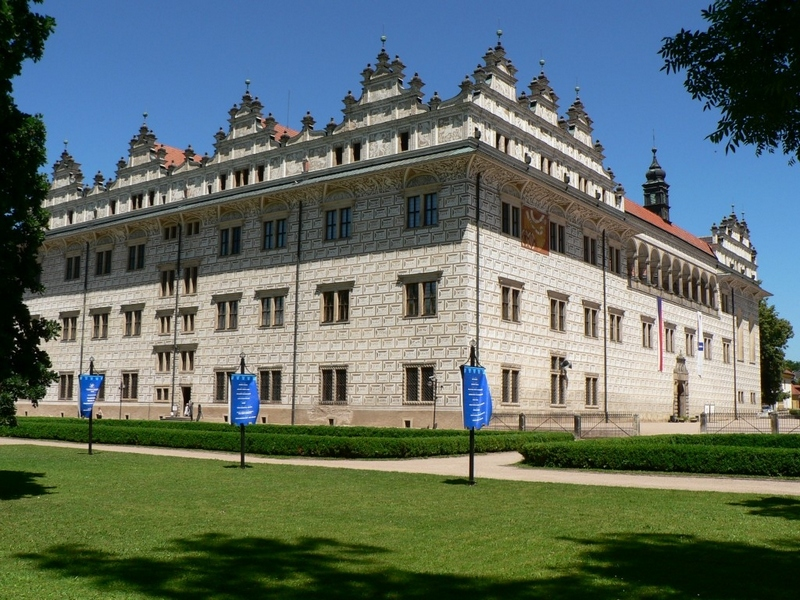
Zámek v Litomyšli (1568–1581)

Giovanni Battista Aostalli de Sala, v počeštělé podobě Jan Baptista Avostalis, v dřívější literatuře Giambattista (kolem 1510 Savosa v dnešním Ticinu ve Švýcarsku – 30. července 1575 Poděbrady), byl italský architekt a stavitel vrcholné renesance, který působil převážně v Čechách.

## Život a působení

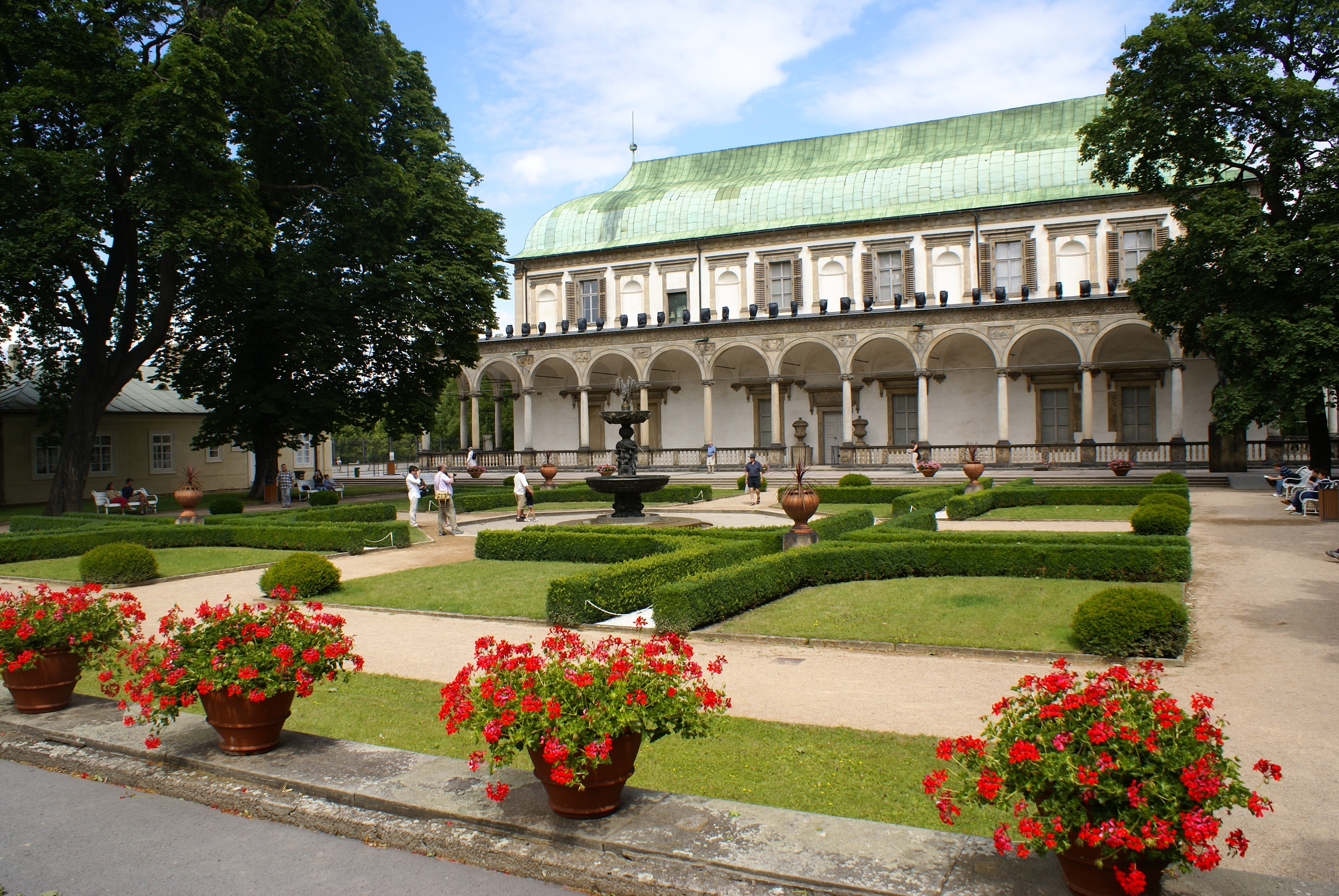
Pražský hrad, Letohrádek královny Anny

Pocházel z rozvětvené rodiny stavitelů Aostalli z oblasti, která je dnes pod názvem Ticino italskojazyčným kantonem Švýcarska. Ve službách krále a císaře Ferdinanda I. přišel do Prahy už jeho otec, Giovanni Maria Aostalli (1500–1567). Roku 1539 k práci přivedl svého příbuzného Ulrica Aostalli (1525–1597), své syny Giovanni Battistu, Antonia, Francesca a Stefana, také oni zde vyučili své syny. Společně pracovali nejprve pod vedením Paola Stelly na stavbě Letohrádku královny Anny, dále dostavbě katedrály sv. Víta po jejím požáru a na dalších hradních staveb.
Od roku 1549 měl Giovanni Battista na starosti královské stavby ve východních Čechách. Pracoval hlavně na přestavbě zámku v Poděbradech, kde se usadil, měl několik domů a na vlastní náklady rozšířil tamní kostel. V letech 1551–1555 přestavoval zámek v Chlumci nad Cidlinou a v letech 1567–1575 vedl rozšíření zámku v Litomyšli. Před rokem 1557 stavěl dvůr v Sadské. Roku 1572 postavil v Poděbradech novou bránu a pivovar. Připisuje se mu také účast na renesanční přestavbě zámků Pardubice, Brandýs nad Labem a Lysá nad Labem.
Je pohřben v kostele v Poděbradech, kde je zachován jeho náhrobek.